# Фануропита
Фануропита је традиционална слатка великопосна пита грчке кухиње и нуди се на дан сећања на светог Фанурија, 27. августа, када се пита верницима даје на благослов. Не садржи путер, па је то уљана погача и верници траже приносећи колач за „манифестацију“ предмета или људи или уопште да пронађу нешто што траже. Пита је по предању за опроштај Светитељеве мајке, која је била грешна жена веома окрутна према сиромашнима.

## Припрема
Материјали морају бити непарни када се испоруче, седам, девет или једанаест материјала по области. Сви састојци морају бити посни, због чега садржи маслиново уље или сусамово уље. Основни, тј. најчешћи састојци су: брашно, маслиново уље, шећер, сок од поморанџе, прашак за пециво, ораси, суво грожђе. Остали састојци могу укључивати цимет, каранфилић, соду бикарбону и воду.
У најједноставнијој верзији, пита има само 7 састојака, исто као и мистерије Православне цркве.

## Порекло
Име потиче од Фанурија Родоског. Пите традиционално чине неки православни хришћани да би Светитељ открио некоме посао или изгубљени предмет или изгубљену ствар. Такође, прави се да би се имало нечије здравље (према веровању), док се на Криту, Кипру и другим крајевима фануропита правила да неудате ћерке нађу младожењу. 